# Грубське
Гру́бське — село в Україні, у Коростишівській територіальній громаді Житомирського району Житомирської області. Чисельність населення за переписом 2001 року становить 131 особу. У 1923—59 роках — адміністративний центр колишньої однойменної сільської ради.

## Населення
Відповідно до результатів перепису населення СРСР, кількість населення станом на 12 січня 1989 року становила 150 осіб. Станом на 5 грудня 2001 року, відповідно до перепису населення України, кількість мешканців села становила 131 особу.

## Історія
Поблизу села виявлено давньоруські городища та 950 курганних могильників, з яких 61 розкопано. Згадується у люстрації Київського воєводства 1754 року, подимне вносили від 8 халуп.
У другій половині 19 століття — урочище Грубськ Сквирського повіту Київської губернії. Розміщувалося серед дрімучих лісів за 10 верст на північ від Ходоркова, поблизу Струцівки та Щигліївки (2 версти). Була там одна халупа. За переказами старожилів, раніше тут було велике село, але у 1803 році ходорківський поміщик Моршівський перевіз селян в інші свої маєтки. Залишилися в урочищі велика кількість могил (684) та чотири величезні вали, які досить добре збереглися. Перший вал, який називали Змієвим, був довжиною біля 2 верст, простягався від грубського ставу до биківського, у висоту мав 2—3 сажні та наповнений водою рів глибиною 5 сажнів. Другий вал такої ж висоти та з таким самим ровом оточував чотирикутний простір площею 2 квадратні версти з 6-ма в'їздами. Це і був власне Грубськ. Третій вал висотою 6—7 сажнів та ровом оточував колом один із виїздів з другого валу. Він мав один виїзд та площу до 300 квадратних сажнів. Четвертий вал тягнувся до Щигліївки по урочищу «Розкопані озера». Простір між цим валом був під водою. На цьому валу ще донедавна виднілися залишки дубової стіни та були найбільші грубські могили. За переказами, під час першого татарського нашестя на Київ тут закріпилися 40 тис. оборонців з навколишніх місцин, які, після нетривалою осади, були вбиті. На підтвердження цього в Грубську знаходили сучасні татарським набігам монети, зокрема срібний грош із зображенням чеського короля Вацлава III, який правив у 1230—53 роках.
До 1923 року входило до складу Ходорківської волості Сквирського повіту Київської губернії. У 1923 році включене до складу новоствореної Грубської сільської ради, яка 7 березня 1923 року увійшла до складу новоутвореного Ходорківського району Бердичівської округи; адміністративний центр ради. 27 червня 1925 року, в складі сільської ради, передане до Коростишівського району Житомирської округи. 5 березня 1959 року, внаслідок об'єднання сільських рад, підпорядковане Щигліївській сільській раді Коростишівського району.
5 серпня 2016 року увійшло до складу новоутвореної Коростишівської територіальної громади Коростишівського району Житомирської області. Від 19 липня 2020 року, разом з громадою, в складі новоствореного Житомирського району Житомирської області.

## Відомі люди
- Марчинський Йосип Йосипович (1953) — український скульптор, член Національної спілки художників України, заслужений художник АР Крим.